# Shūhei Kuji
Shūhei Kuji (jap. 久慈 修平, Kuji Shūhei; * 27. April 1987 in Tomakomai, Hokkaidō) ist ein japanischer Eishockeyspieler, der seit 2016 erneut bei den Ōji Eagles, die sich seit 2021 Red Eagles Hokkaidō nennen, aus der Asia League Ice Hockey unter Vertrag steht.

## Karriere
Shūhei Kuji begann seine Karriere als Eishockeyspieler an der Komazawa-Universität, für deren Eishockeymannschaft er bis 2005 aktiv war. In der Spielzeit 2005/06 spielte der Stürmer für Komazawa Tomakomai, ehe er in das Team der Waseda-Universität wechselte. Nach vier Jahren für die Mannschaft der Akademikerschmiede wechselte er 2010 in die Asia League Ice Hockey zu den Ōji Eagles, mit denen er die Liga 2012 in den Playoff-Finalspielen gegen die Nikkō Ice Bucks gewann. Auch 2013 und 2014 gewann das Team erneut die Hauptrunde, verlor aber jeweils die Endspielserie gegen die Tōhoku Free Blades (2013) bzw. die Nippon Paper Cranes (2014).
Im August 2015 absolvierte Kuji ein Probetraining bei den Eisbären Berlin und absolvierte für diese auch einige Spiele in der Champions Hockey League, ehe er im September von den Eisbären unter Vertrag genommen (ausgeliehen) wurde. 2016 kehrte er zu den Ōji Eagles, die sich seit 2021 Red Eagles Hokkaidō nennen, zurück.

### International
Für Japan nahm Kuji bereits an U18- und U20-Weltmeisterschaften teil. Für das japanische Herren-Team stand er erstmals bei der Weltmeisterschaft 2009 in der Division I auf dem Eis. Auch bei den Weltmeisterschaften 2012, als er in das All-Star-Team des Turniers berufen wurde, 2013, 2014, 2015, als er zum besten Spieler seiner Mannschaft gewählt wurde, und 2016 war er für Japan in der Division I aktiv. Sein 3:2-Führungstreffer im abschließenden Spiel gegen die Ungarn ließ die Japaner 2014 davon träumen, zehn Jahre nach dem Abstieg aus der Top-Division wieder in die Erstklassigkeit aufzusteigen. Am Ende wurde das Spiel aber mit 4:5 nach Penaltyschießen verloren, so dass Kujis Team den Aufstieg bei Punktgleichheit nur durch den verlorenen direkten Vergleich gegen Österreich verpasste.
Bei den Winter-Asienspielen 2011 in Astana gewann er mit seiner Mannschaft die Silbermedaille. Sechs Jahre später bei den Winter-Asienspielen in Sapporo reichte es zur Bronzemedaille. Zudem nahm er im November 2012 an der Olympiaqualifikation für die Spiele 2014 in Sotschi teil. Die Japaner scheiterten jedoch bereits in der ersten Qualifikationsrunde trotz Heimvorteils – das Turnier fand in Nikkō statt – durch eine 1:2-Niederlage im entscheidenden Spiel gegen Großbritannien. Auch beim Qualifikationsturnier für die Olympischen Winterspiele in Pyeongchang 2018 stand für die Japaner auf dem Eis.

## Erfolge und Auszeichnungen
- 2012 Gewinn der Asia League Ice Hockey mit den Ōji Eagles

### International
- 2011 Silbermedaille bei den Winter-Asienspielen
- 2012 All-Star-Team bei der Weltmeisterschaft der Division I, Gruppe A
- 2017 Bronzemedaille bei den Winter-Asienspielen

## Statistik
(Stand: Ende der Saison 2022/23)